# KlezRoym
I Klezroym sono un gruppo musicale italiano di musica klezmer, fondato nel 1995 da Gabriele Coen, Andrea Pandolfo, Pasquale Laino, Riccardo Manzi, Marco Camboni, Leonardo Cesari, ed Eva Coen.
Durante la loro carriera hanno pubblicato 5 album, svolto centinaia di concerti in tutta Italia esibendosi nei contesti più disparati, dai centri sociali ai templi della musica classica come il Teatro Regio di Torino o la Cappella Paolina del Quirinale per Radio 3 i Concerti del Quirinale . Sono stati invitati a suonare spesso all'estero (Spagna, Israele, Belgio) ed hanno partecipato all'edizione 2003 del concerto del Primo Maggio.
Sono stati per tre anni – dal 2003 al 2005 - gruppo stabile della trasmissione televisiva di Rai 3 Dove osano le quaglie di Marco Presta e Antonello Dose
Hanno inoltre ideato e realizzato con Ascanio Celestini ed Olek Mincer lo spettacolo teatrale Saccarina 5 al soldo rappresentato in tutti i maggiori teatri italiani nella stagione teatrale 2001-2002 e nel 2014, in occasione della celebrazione dei 70 anni dalla liberazione del ghetto di Łódź, a Varsavia e Łódź in Polonia.

## Storia del gruppo
Nati nel 1995, hanno esordito tre anni dopo con l'album omonimo pubblicato per le edizioni CNI Music grazie al quale si sono fatti conoscere sulla scena internazionale guadagnandosi un posto tra i 10 migliori gruppi di musica klezmer al mondo, nella speciale classifica redatta in USA da Ari Davidoff nel sito  KlezmerShack . Dallo stesso album furono scelti due brani dal regista Emanuele Crialese per la colonna sonora del suo primo lungometraggio Once We Were Strangers, uscito nel 1998.
Nel 2000 pubblicano il secondo album Scenì  sempre per la CNI Music. In esso prosegue l'esplorazione nei territori della musica ebraica, senza trascurare le escursioni nel jazz contemporaneo e nelle sonorità est-europee, nella musica mediterranea e nella canzone d'autore italiana con la rilettura de la Canzone dell'amore perduto di Fabrizio De André.
Nel 2002 è stato pubblicato il loro lavoro Yankele nel ghetto , CNI Music, la rilettura originale ed inedita delle canzoni del ghetto di Łódź, ritrovate e raccolte da Gila Flam  Direttrice del Dipartimento di Musica e della Fonoteca di Stato di Gerusalemme , nel libro Singing for survival, Songs of the Lodz Ghetto, 1940-45 per le edizioni University of Illinois Press. Nel suo libro Gila Flam raccoglie le interviste e le trascrizioni delle canzoni che ancora si ricordavano ventuno sopravvissuti allo sterminio nazista, realizzate in Israele e negli Stati Uniti nel corso degli anni '80.
Il ghetto di Łódź è stato il primo a essere stato creato in Polonia dai nazisti il 30 aprile 1940 e l'ultimo a essere liquidato nell'agosto 1944, dopo che la maggior parte dei suoi abitanti erano stati mandati nei campi di sterminio.
L'album è un disco affascinante e coraggioso che esalta la forza dei canti del ghetto di Łódź proponendone intatta la forza del loro messaggio e della loro testimonianza. I canti del ghetto di Łódź raccontano un'umanità cui la fame e la morte, la disperazione e i soprusi non avevano tolto la capacità di sognare, di irridere i potenti e di gridare all'ingiustizia.
Yankele nel ghetto è dedicato a tutti i popoli che ancora oggi soffrono la perdita della liberta' e vedono calpestati i loro più elementari diritti.
Ari Davidoff nella sua recensione  scrive che "con questo album il gruppo sta creando la nuova Musica Ebraica collocandosi tra le migliori formazioni al mondo di questo genere".
Da Yankele nel ghetto hanno ideato e realizzato con Ascanio Celestini e Olek Mincer lo spettacolo teatrale Saccarina 5 al soldo  che insieme hanno portato in tutti i più importanti teatri italiani nella stagione 2001/2002. Nel 2014, con Olek Mincer è stato rappresentato a Varsavia nel Museo ebraico Żydów Polskich  e a Łódź nel Teatr Nowy , in occasione della ricorrenza dei 70 anni dalla liberazione del ghetto di Łódź.
Nel 2003 è stata pubblicata la compilation Klezroym CNI Music, Elleu per la collana Sconfini, distribuito in tutte le edicole d'Italia.
Nel 2006, sempre con le edizioni CNI Music hanno pubblicato il disco Venticinqueaprile (live in Fossoli).
La trasmissione di RAIDUE, Sorgente di vita , dedicata all'ebraismo e alla cultura ebraica, ha più volte proposto nel corso degli anni diversi servizi dedicati all'attività artistica del gruppo.

## Stile ed influenze
La musica klezmer e più in generale la musica ebraica della Diaspora, sono radice e spunto per un lavoro di ricerca che porta i Klezroym a scrivere brani originali ed arrangiamenti in cui la matrice tradizionale è un importante riferimento musicale ma soprattutto un modello di libertà e di apertura alle diverse matrici culturali dei musicisti del gruppo.
Partendo dalla riscoperta del patrimonio musicale askhenazita e sefardita, propongono un continuo lavoro di incontro tra culture musicali diverse (mediterranea, mediorientale, italiana), costruendo un suggestivo ponte sonoro tra musica popolare e jazz contemporaneo.

## Formazione
- Gabriele Coen: sax soprano, clarinetto (1995-attuale[1])
- Andrea Pandolfo: tromba, flicorno (1995-attuale)
- Pasquale Laino: sax alto e baritono (1995-attuale)
- Riccardo Manzi: chitarre, bouzouki, voce (1995-attuale)
- Andrea Avena: contrabbasso (2003-attuale[13])
- Leonardo Cesari: batteria (1995-attuale)
- Eva Coen: voce (1995-attuale)

## Discografia

### Album in studio
- 1998 - Klezroym CNI Music
- 2000 - Sceni CNI Music
- 2002 - Yankele nel ghetto CNI Music

### Album dal vivo
- 2005 - Venticinqueaprile (live in Fossoli) CNI Music

### Raccolte
- 2003 - Klezroym CNI Music, Elleu